# Бабарога
Бабарога е четвъртият албум на Цеца, издаден през 1991 година от ПГП РТБ. Съдържа 9 песни.

## Песни
1. Бабарога
2. Волим те
3. Избриши ветре његов траг
4. Хеј, вршњаци
5. Сто пут сам се заклела
6. Да си некад до бола волео
7. Не куни мајко
8. Бивши
9. Мокра трава

Текст на песни 1,5 и музика на песни 2,4,6,7,8 – Добривойе Иванкович, текст на песен 2 – Илонка Тадич, текст на песен 3 – Стевица Спасич, текст на песен 4 – Миряна Бучкович Тришич, текст на песен 6 – Младен Николич, текст на песен 7 – В. Мичкович, текст на песен 8 – Драган Стодич, текст на песен 9 – Милада Зекович. Музика на песни 3,9 – Миролюб Аранджелович. Аранжимент на всички песни – Миролюб Аранджелович.